# Romolo Valli
Pour les articles homonymes, voir Valli (homonymie).
Romolo Valli est un acteur italien, né le 7 février 1925 à Reggio d'Émilie en Émilie-Romagne et mort le 1er février 1980 à Rome. Il fut notamment le Père Pirrone du Guépard et le directeur du Grand Hôtel des Bains dans Mort à Venise.

## Biographie
Il obtient une licence en droit à Parme en 1949, plus pour satisfaire son père que par envie de devenir avocat. Étudiant, il manifeste en effet son intérêt pour tout ce qui est spectacle : spectacles de revue, lectures sur scène, critiques théâtrales et cinématographiques, organisation de cercles cinématographiques, mise en scène de comédies.
Le tout avec les possibilités limitées de l'après-guerre, jusqu'à ce qu'en 1949, il entre dans la compagnie du Carrozzone de Fantasio Piccoli, où il débute avec un Miles Gloriosus qui a un grand succès. Il passe trois ans dans cette compagnie.
En 1952, il fait une tournée en Amérique du Sud avec le Piccolo Teatro di Milano, et ses interprétations dans Jules César de Shakespeare, La giara d'après Pirandello, L'ingranaggio et La moglie ideale, retiennent l'attention.
1954 est une année décisive : avec Giorgio De Lullo, Rossella Falk, Tino Buazzelli et Anna Maria Guarnieri, il crée la Compagnia dei Giovani, où entrent par la suite Elsa Albani et Ferruccio De Ceresa. Malgré les grands mérites de De Lullo, c'est en réalité Valli qui, du fait de sa grande culture, a été l'âme de la compagnie jusqu'à l'année de sa dissolution, 1974.
Parmi ses nombreuses interprétations théâtrales, on peut citer Lorenzaccio, Le Journal d'Anne Frank, Six personnages en quête d'auteur et Henri IV de Pirandello, Le Malade imaginaire, L'amica delle mogli, Così è (se vi pare), Terra di nessuno (en compagnie de De Lullo) et Prima del silenzio.
Sa carrière cinématographique a aussi été importante. Parmi ses films, Polycarpe, maître calligraphe de Mario Soldati, La Grande Guerre et Un bourgeois tout petit petit de Mario Monicelli, La Fille à la valise de Valerio Zurlini et surtout Le Guépard, Mort à Venise de Luchino Visconti, et Il était une fois la révolution, de Sergio Leone, où il interprète le personnage du docteur Villega, médecin et leader de la révolution qui, sous la torture, révèle les noms de ses compagnons de lutte, puis assiste à leur exécution par l'armée gouvernementale.
Il a aussi travaillé à la radio, dans la très populaire émission Gran Varietà, où il jouait le personnage du « maleducatore ».
Dans ses dernières années, outre ses interprétations régulières au Teatro Eliseo de Rome, il était aussi directeur du Festival des Deux Mondes de Spolète.
Il meurt dans un accident de la route et il est inhumé dans le temple de la Renommée du cimetière monumental de Reggio en Émilie, près de Maria Melato.

## Hommages
On a donné son nom au théâtre de sa ville natale, anciennement Théâtre municipal.

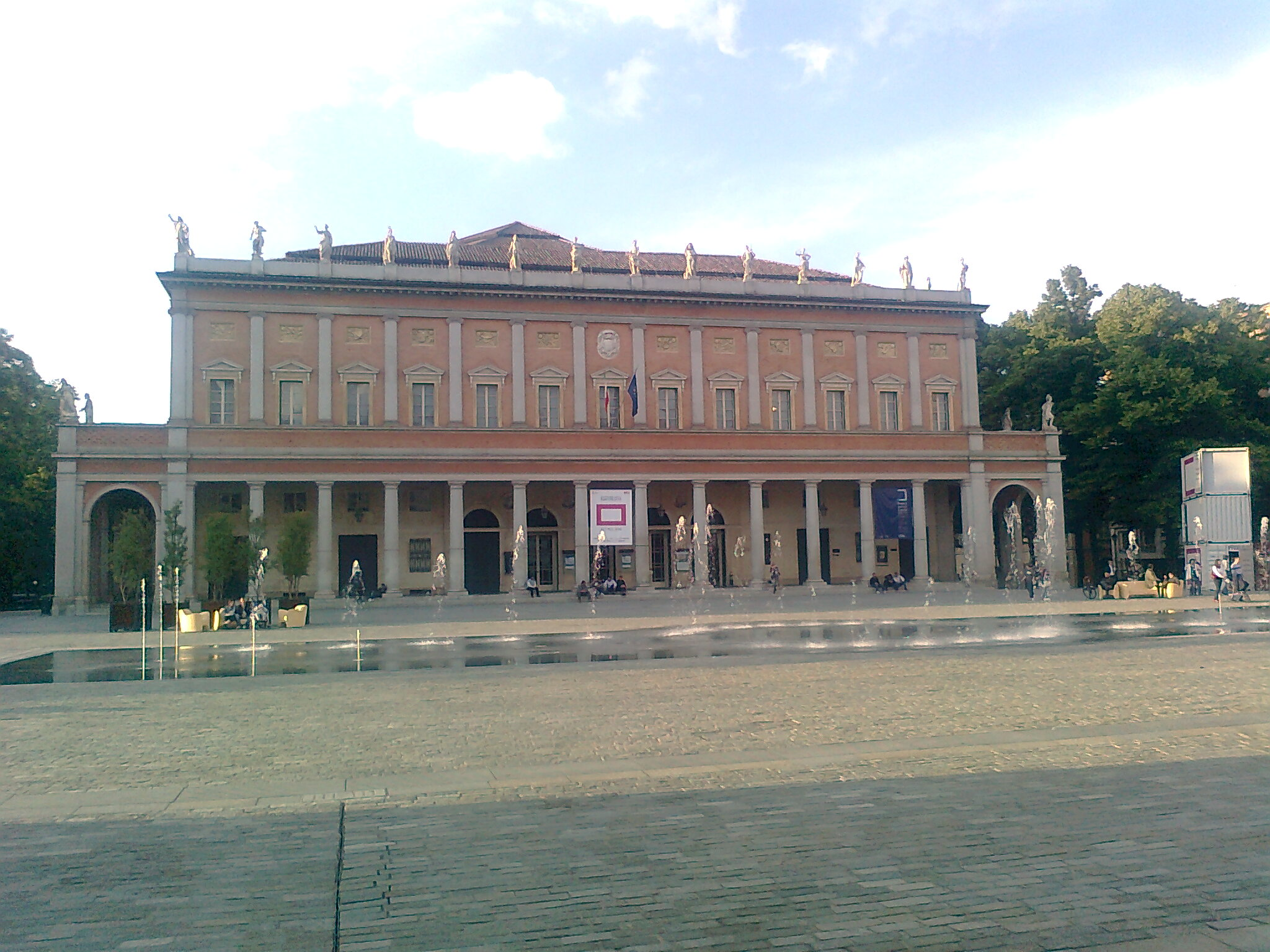
Théâtre municipal Romolo Valli à Reggio d'Émilie

## Filmographie partielle
- 1959 : Polycarpe, maître calligraphe
- 1959 : La Grande Guerre (La Grande Guerra)  de Mario Monicelli : Le lieutenant Gallina
- 1960 : Jovanka e le altre
- 1960 : Les Plaisirs du samedi soir (I piaceri del sabato notte) de Daniele D'Anza : Le commissaire
- 1961 : Le Mauvais Chemin (La viaccia), de Mauro Bolognini : Dante
- 1961 : La Fille à la valise (La ragazza con la valigia) de Valerio Zurlini : Le curé
- 1961 : Les Partisans attaquent à l'aube (Un giorno da leoni) de Nanni Loy : Edoardo
- 1962 : Une histoire milanaise, d'Eriprando Visconti : M. Gessner (Prix du meilleur acteur de complément du Syndicat des Journalistes Italiens de Cinéma 1963)
- 1962 : Boccace 70 ( 2e sketch : Le Travail) de Luchino Visconti : Maître Zacchi
- 1962 : Peccati d'estate
- 1963 : Le Jour le plus court (Il giorno più corto) de Sergio Corbucci : Le capitaine
- 1963 : Les Hors-la-loi du mariage (I fuorilegge del matrimonio), de Paolo Taviani
- 1963 : Le Guépard (Il gattopardo) de Luchino Visconti : Le père Pirrone
- 1964 : La vendetta della signora
- 1965 : La Mandragore (La mandragola) d'Alberto Lattuada
- 1965 : Les Complexés (I complessi) film à sketches, section de Luigi Filippo D'Amico, pour le sketch : Guillaume « Dents longues » (Guglielmo il dentone) : Le Père Baldini
- 1967 : Non stuzzicate la zanzara
- 1968 : C'est mon mari et je le tue quand bon me semble (Il marito è mio e l'ammazzo quando mi pare) de Pasquale Festa Campanile : Demetrio
- 1968 : Boom de Joseph Losey : Docteur Luilo
- 1969 : Échec à la reine (Scacco alla regina) de Pasquale Festa Campanile : Enrico Valdam
- 1970 : Le Jardin des Finzi-Contini (Il giardino dei Finzi-Contini) de Vittorio De Sica : Le père de Giorgio
- 1971 : Mort à Venise de Luchino Visconti : Le directeur de l'hôtel
- 1971 : Il était une fois la révolution de Sergio Leone : Dr. Villega
- 1971 : Er più: storia d'amore e di coltello de Sergio Corbucci
- 1972 : Quoi ? de Roman Polanski : Giovanni
- 1974 : Violence et passion (Gruppo di famiglia in un interno) de Luchino Visconti : Michelli, l'avocat du professeur
- 1974 : Nipoti miei diletti
- 1976 : 1900 (Novecento) de Bernardo Bertolucci : Giovanni
- 1977 : Holocauste 2000 de Alberto De Martino : Monseigneur Charrier

- 1977 : Un bourgeois tout petit petit (Un borghese piccolo piccolo) de Mario Monicelli : Dr. Spazioni
- 1977 : Bobby Deerfield de Sydney Pollack  : Oncle Luigi

- 1979 : Clair de femme de Costa-Gavras : Galba

## Sources
- (it) Cet article est partiellement ou en totalité issu de l’article de Wikipédia en italien intitulé « Romolo Valli » (voir la liste des auteurs).